# Pátka

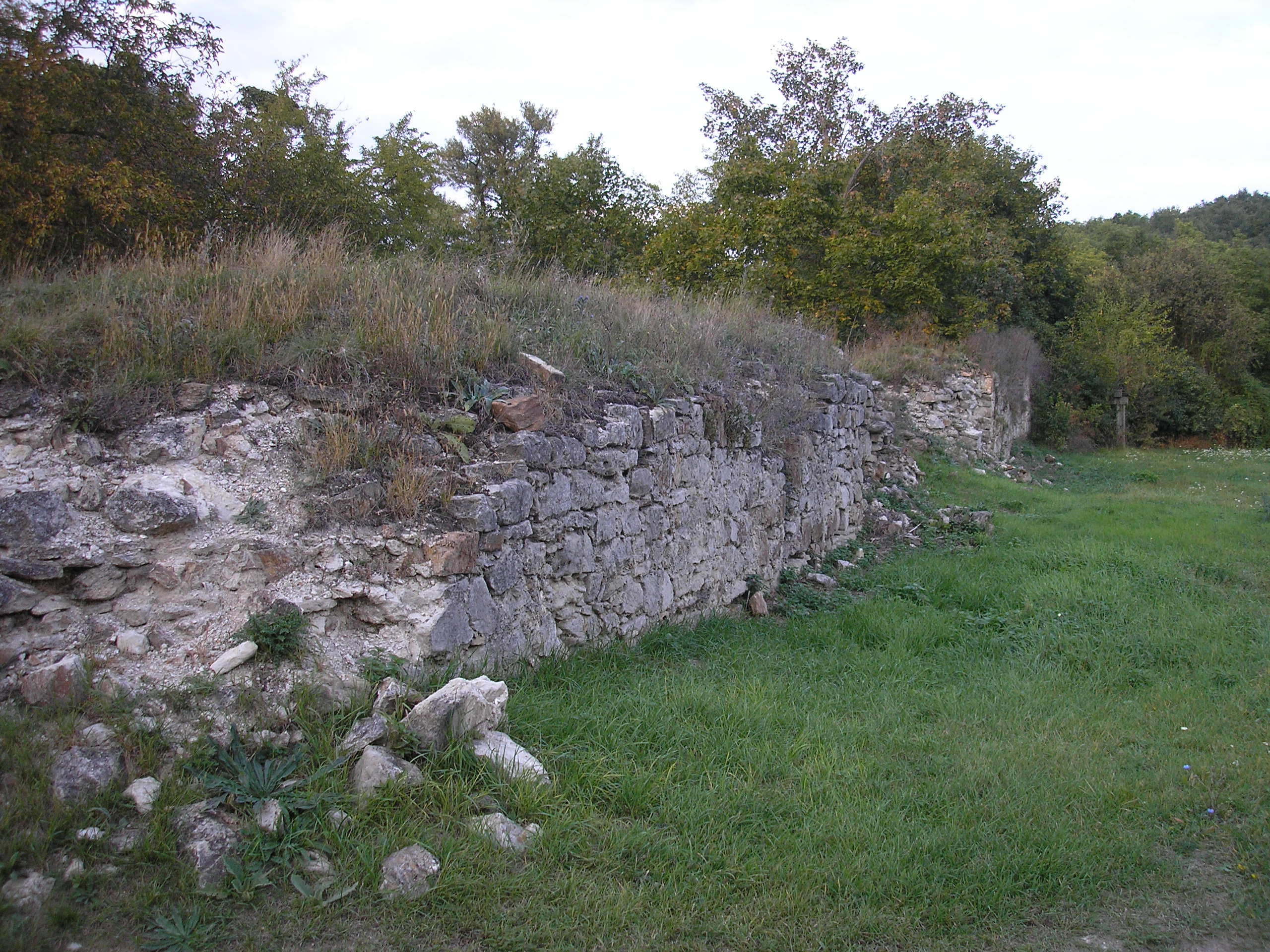
A víztározó római korból való egykori gátja

Pátka község Fejér vármegyében, a Székesfehérvári járásban.

## Fekvése
A Velencei-hegység nyugati peremén, ahol az a Zámolyi-medencére nyúlik le, a Székesfehérvár és Lovasberény közötti főútról leágazó út mentén terül el mint zsákfalu. A község a Császár-víz (mely a Vértes hegység déli lejtőin fakadó forrásokból ered) bal partján fekszik. Határában helyezkedik el a Velencei-tó vízkiegyenlítésében jelentős szerepet játszó Pátkai-víztározó, ami a Császár-víz közvetítésével összeköttetésben van a Zámolyi-víztározóval. A víztározók kialakítása révén a környezet üdülőterületté vált.
A községet déli irányból a Velencei-hegység gránit röghegységének maradványai határolják, melynek legmagasabb pontja, a Varga-hegy 169 méter magasan van a tengerszint felett.
A Bicske–Székesfehérvár-vasútvonal 1898-ban épült meg, ami érintette a községet, de azon a személyforgalmat 1979-ben megszüntették. Azóta a község csak közúton közelíthető meg, Budapest irányából Lovasberényen át, a 811-es főútról letérve, a 81 114-es számú mellékúton, míg Székesfehérvárról 15 kilométer közúton, ahonnan menetrendszerű autóbusz-járatokkal is megközelíthető.

## Története
A község délkeleti határában lévő Szűzvár mellett keltakori földvár sáncmaradványi találhatók, ami a terület bronzkori betelepültségét bizonyítja. Az 1800-as évek végén keltakori vagy korai római korból származó ezüst-leletek kerültek elő. A római korból a Császár-vízen duzzasztógát maradványai találhatók. A római korból útmaradványok, kőfaragványok és egy Mithrász-szentély maradványi is fennmaradtak. Az Árpád-kori templom maradvány körül a 11. századi halomsírokat találtak.
A község első írásos emléke 1192-ből származik, amikor Pacca néven említik. A községet I. Mátyás király a Zsámbékra betelepített pálos rendi szerzeteseknek adományozta. 1426-ban a település előbb a tatai vár, majd a csókakői vár uradalom része lett. A török hódoltság alatt a falu teljesen elnéptelenedett, míg 1692-ben a terület a Hochburg család (majd leszármazottaik) birtokába került. A kuruc időkben a község fontos tanácskozási hely volt, melyre emléktábla hívja fel a figyelmet.
1725-ben a falut tűzvész pusztította el, amely gondatlanságból keletkezett.
Az 1848–49-es forradalom és szabadságharc híres pákozdi csatáját követően a községet a menekülő császári csapatok feldúlták.
A 20. század fordulójára a község lakosainak száma elérte a 2000 főt. A község területe 1945-ig a Hochburg, Lamberg, majd végül az Ivánka család birtokában volt. A második világháború harcai a községet sem kerülték el, a hullámzó front következtében a falu jelentős károkat szenvedett. Megsemmisültek a templomok berendezései, erősen megrongálódott a községháza, az iskola és az orvosi lakás is. A község 339 lakóházából 117 sérült meg kisebb-nagyobb mértékben, 34 pedig romos állapotba került.
A háború után kibontakozó „új magyar élet” képviselői egyik legelső feladatuknak tekintették a feudális eredetű nagybirtok teljes felszámolását, amit radikálisan végre is hajtottak. A korábbi rendszer népellenes bűnössé nyilvánított szereplőinek földbirtokait elkobozták. 1946. július 28-án alakult meg a földműves szövetkezet (136 gazda csatlakozott), majd október 28-án a népszövetkezet.

### Második világháborús események
1944. november 26-án George W. Baird Jr. főhadnagy (azonosítószáma: O-823240), a csákvári repülőtér elleni bevetése során Pátka település mellett lezuhant és a helyszínen meghalt. Gépe egy P–38 Lightning típus volt, gyártási száma: 44-24078., a 'LADY LORRAINE II.' nevet viselte. A főhadnagy a belgiumi ardenneki amerikai katonai temetőben nyugszik, („D” parcella, 3. sor, 16-os sír; holttestének kijuttatásáról nincsenek információk).
A szovjet csapatok 1944. december 22-én érték el a falu környékét (3. Ukrán Front), a német hadsereg változó sikerrel próbálta feltartóztatni őket 1945. március közepéig, de január után már nem voltak heves összecsapások. A községi harcok során 282 szovjet katona vesztette életét, akik a katolikus temető sírkertjében vannak eltemetve. A sírkert közepén emlékoszlop található. Számos magyar és német katona esett el a falu határában, akiket ott a helyszínen temettek el. Pontos számadatokról nincsenek feljegyzések.
1945. március 16-án Pátka körzetében a magyar Puma vadászrepülő ezred rátámadt egy 10 db Il-2 repülőből álló szovjet csapatra, amelyből három gépet igazoltan lelőttek a falu déli határában. Dániel László repülő főhadnagy, Tobak Tibor repülő hadnagy és Pintér Gyula repülő hadnagy voltak a sikeres vadászok.

## Közélete

### Polgármesterei
- 1990–1994: Farkas Lajosné (független)[9]
- 1994–1998: Hedlicska Károly (független)[10]
- 1998–2002: Hedlicska Károly (független)[11]
- 2002–2006: Fűri Béla (független)[12]
- 2006–2010: Fűri Béla (független)[13]
- 2010–2014: Nagy Dániel Ferenc (Fidesz-KDNP)[14]
- 2014–2019: Nagy Dániel Ferenc (független)[15]
- 2019–2024: Nagy Dániel (független)[16]
- 2024– : Buda Attila (Fidesz-KDNP)[1]

## Népesség
A település népességének változása:
| Lakosok száma | 1686 | 1678 | 1662 | 1789 | 1783 | 1795 | 1803 |
|               | 2013 | 2014 | 2015 | 2021 | 2022 | 2023 | 2024 |

A 2011-es népszámlálás során a lakosok 85,9%-a magyarnak, 5,3% cigánynak, 0,6% németnek mondta magát (13,9% nem nyilatkozott; a kettős identitások miatt a végösszeg nagyobb lehet 100%-nál). A vallási megoszlás a következő volt: római katolikus 35,6%, református 17,1%, evangélikus 0,8%, görögkatolikus 0,1%, felekezeten kívüli 14,9% (30,9% nem nyilatkozott).
2022-ben a lakosság 83,2%-a vallotta magát magyarnak, 1% cigánynak, 0,6% ukránnak, 0,6% németnek, 0,1-0,1% horvátnak, románnak, lengyelnek, ruszinnak, bolgárnak és szlováknak, 2,1% egyéb, nem hazai nemzetiségűnek (16,5% nem nyilatkozott; a kettős identitások miatt a végösszeg nagyobb lehet 100%-nál). Vallásuk szerint 19,1% volt római katolikus, 11,8% református, 0,7% evangélikus, 0,5% görög katolikus, 0,1% ortodox, 0,6% egyéb keresztény, 1% egyéb katolikus, 24,2% felekezeten kívüli (42% nem válaszolt).

## Gazdasága
A község északi területein a termőföld jó minőségű. Lakossága földműveléssel és szőlőtermeléssel foglalkozott. 1949-ben a község területén fluorit reményében érckutatásokba kezdtek és galenit és szfalerit tartalmú telért találtak. A legeredményesebbnek a kutatás a községtől délkeleti irányban lévő Szűzvár térségében bizonyult. A gránitmagmatizmushoz kötött ércesedés ólom és cink ásványokon túl fluoritot s tartalmazott. Az ércbányát 1952-ben nyitották meg, majd 1959-ben ércelőkészítő és dúsító üzemet is létrehoztak, ahol a szomszédos Pákozd térségében termelt tarkaércet is dúsították. Az ércesedés 1967-ben kimerült, a bányát bezárták és 1973-ban az előkészítőművet is leszerelték.
A lakosság a helyi kisebb jelentőségű erdészetben, az egyre jobban fejlődő idegenforgalomban és egyéb helyi munkákon kívül a közeli Székesfehérváron talál munkalehetőséget.

## Nevezetességei
- Református templom barokk stílusú épülete 1730 körül épült.
- Római katolikus templom, épült 1818-ban késő barokk stílusban.
- Ivánka-kúria, épült a 18. század második felében késő barokk stílusban. A második világháborút követően 2007-ig iskolaként működött, jelenleg polgármesteri hivatal és közösségi épület.
- Nepomuki Szt. János-szobor, a falu főterén a római katolikus templom előtt áll. Pillér formájú homokkő talapzaton, melyet egyszerű párkány zár. Rajta az életnagyságnál kisebb szoboralak: Nepomuki Szt. János papi ornátusban, jobbjában feszület.[19]
- Pátkai víztározó. Európa egyik legrégebbi mesterséges tava. Jelenlegi formájában 1975-ben alakították ki a régi római kori víztározó helyén, a Császár-víz szabályozott visszaduzzasztásával, a Velencei-tó vízellátásának szabályozására. Az első tározót a 4. században Galerius császár korában zajló vízrendezési munkálatok keretében építették. A rómaiak által épített gát a mai napig látható.[20][21] A tározó jelenlegi területe 312 hektár (árvízi terület: 328 hektár), legnagyobb vízmélysége: 6,8 méter (árvízkor: 7,2 méter).
- Pátka vasútállomásán forgatták a Te rongyos élet című film néhány jelenetét 1983-ban.

## Híres emberek
- Itt született 1838. január 6-án Öreg János teológiai tanár.
- Gyermekkorában rövid ideig itt élt Gárdonyi Géza[6]
- Élete utolsó éveit Pátkán töltötte Innocent Ferenc festőművész[6][22]
- Itt született Biczó András festőművész[6][23]
- Itt él Seres Ferenc[24] olimpiai bronz érmes kötött fogású birkózó, egy-egy olimpiai és világbajnoki, valamint két Európa-bajnoki bronzérem és 8 magyar bajnoki aranyérem birtokosa.

## Galéria

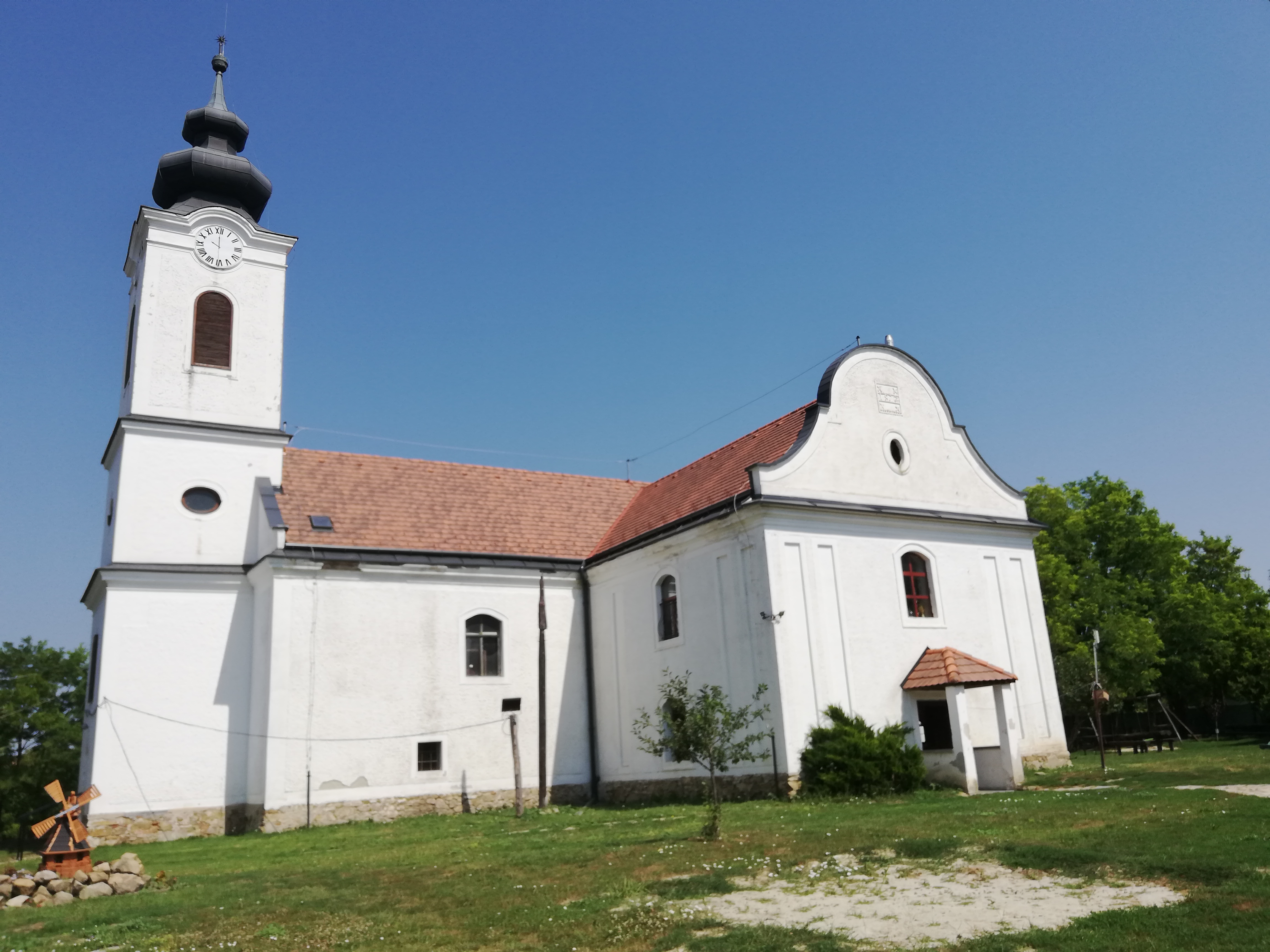
Pátka református temploma az udvarról (délkelet felől) nézve
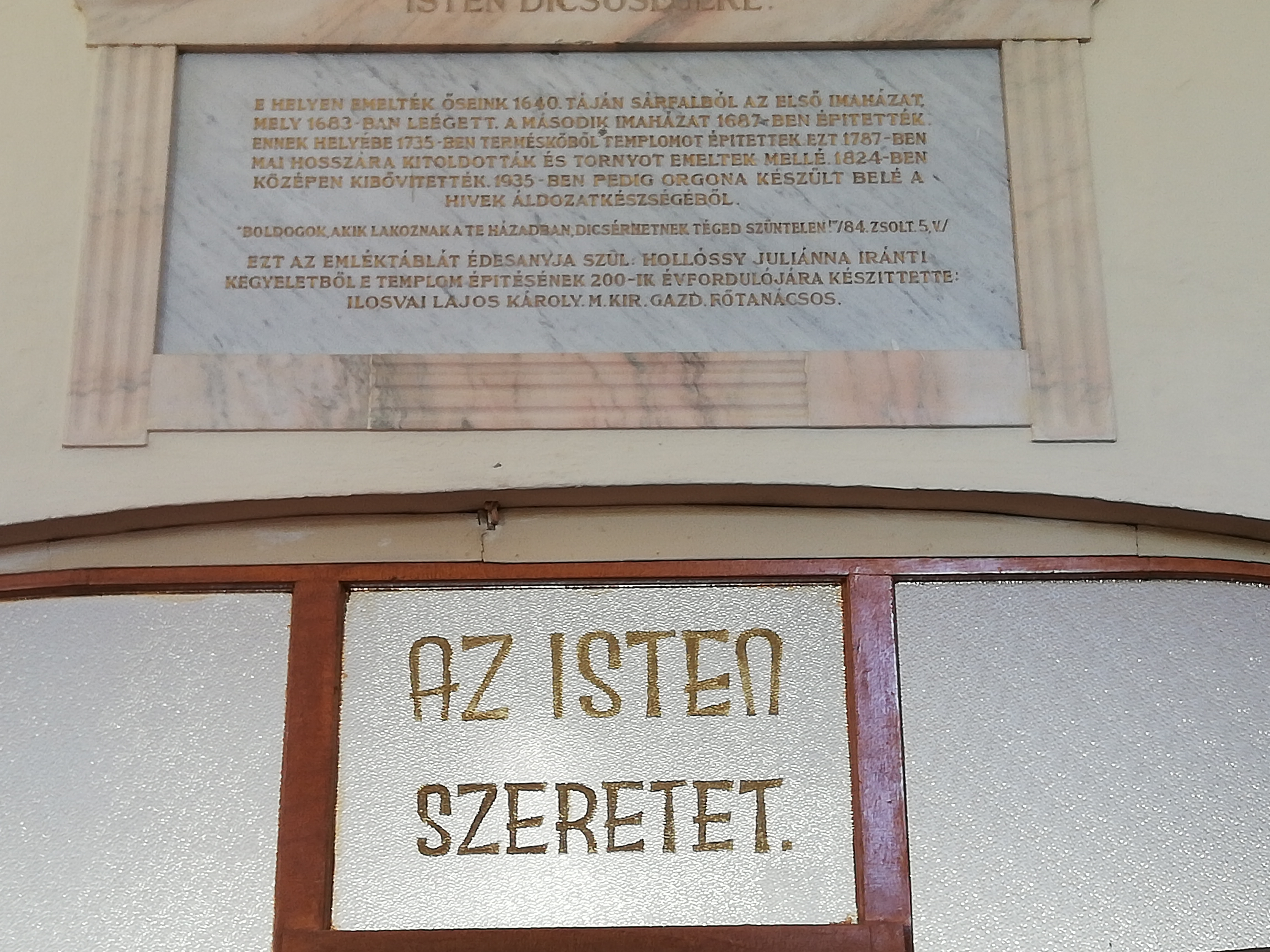
Emléktábla a református templom falán
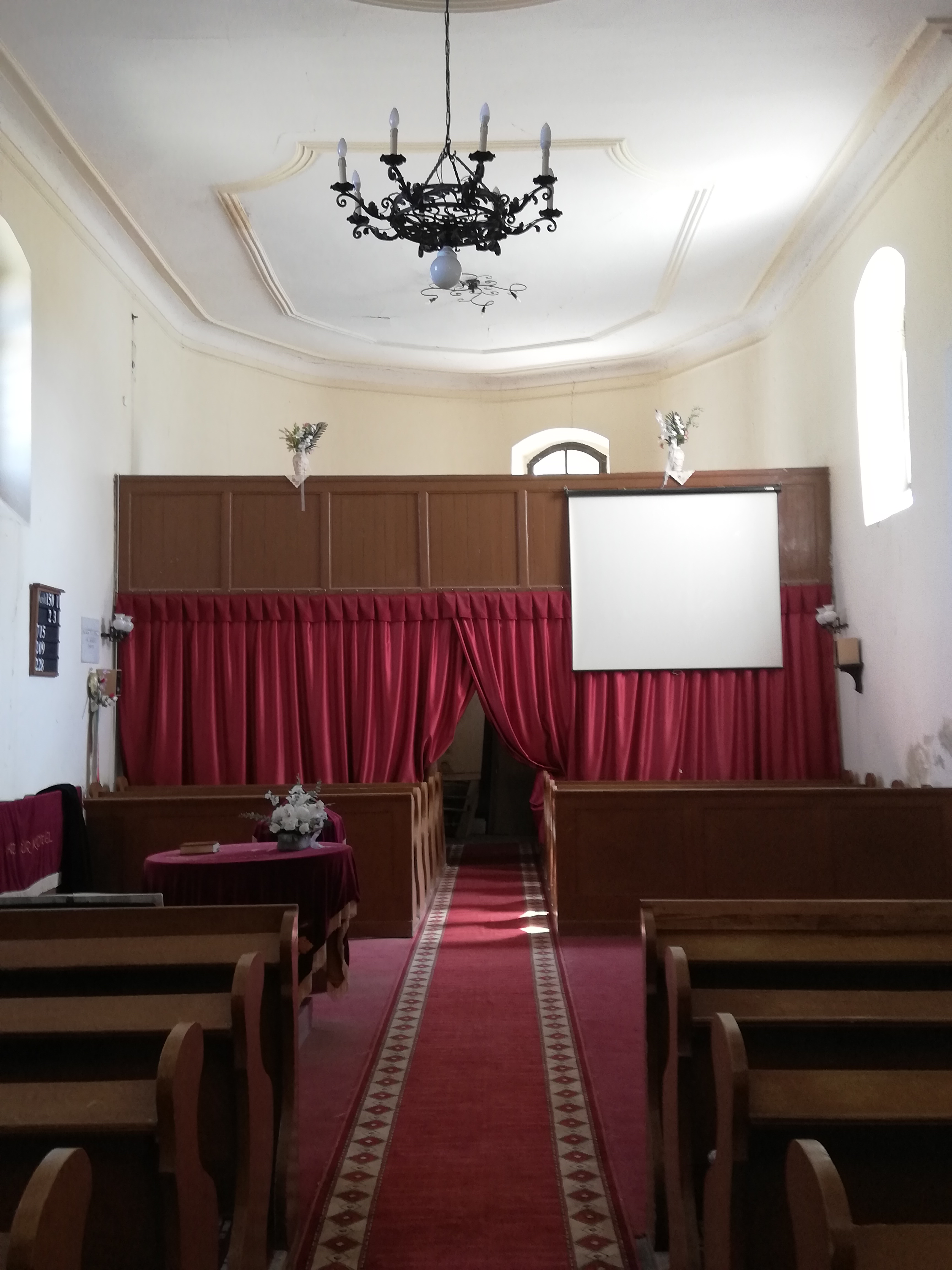
A református templom belső tere
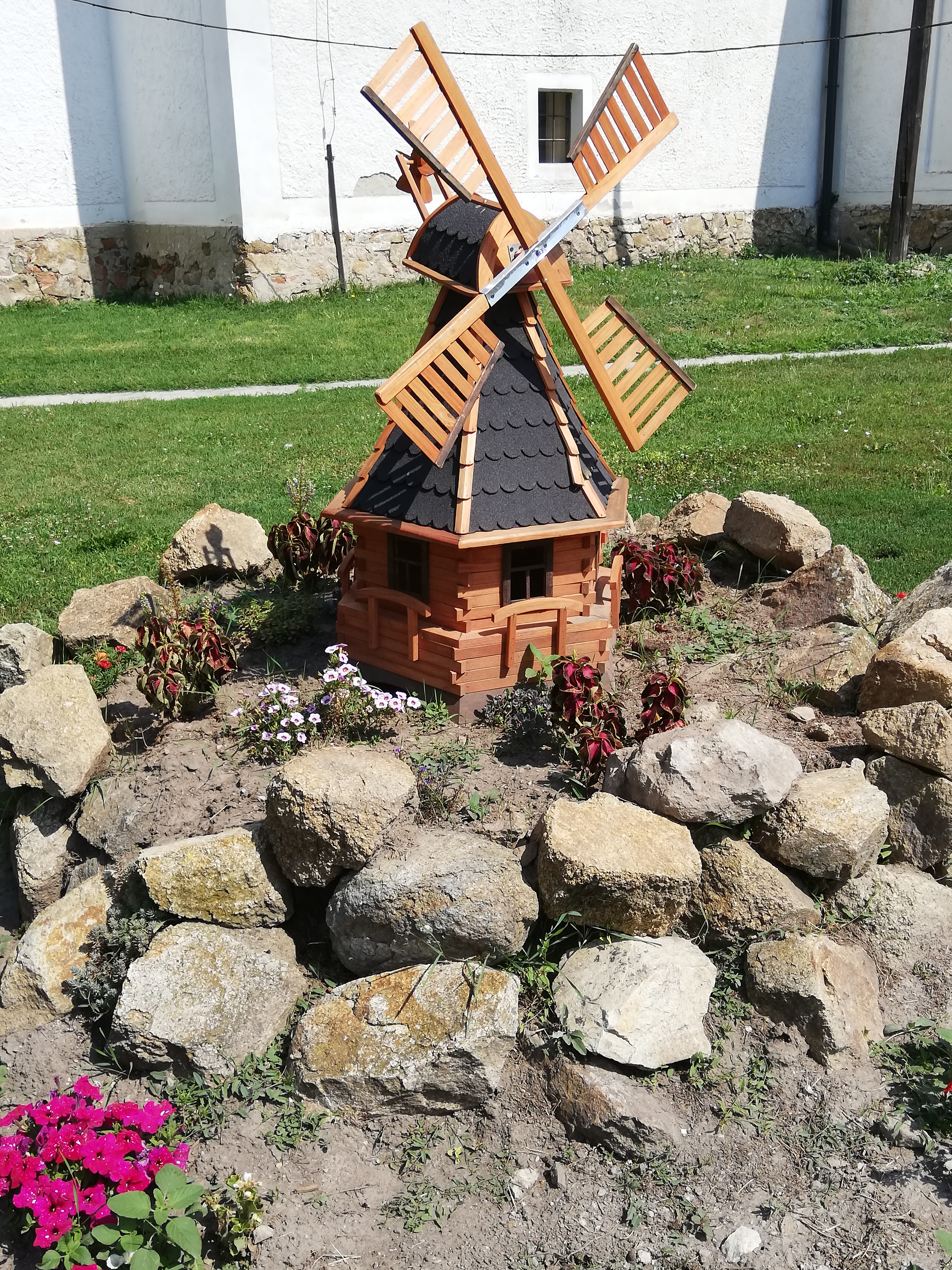
Működő szélmalom-makett a templomudvaron
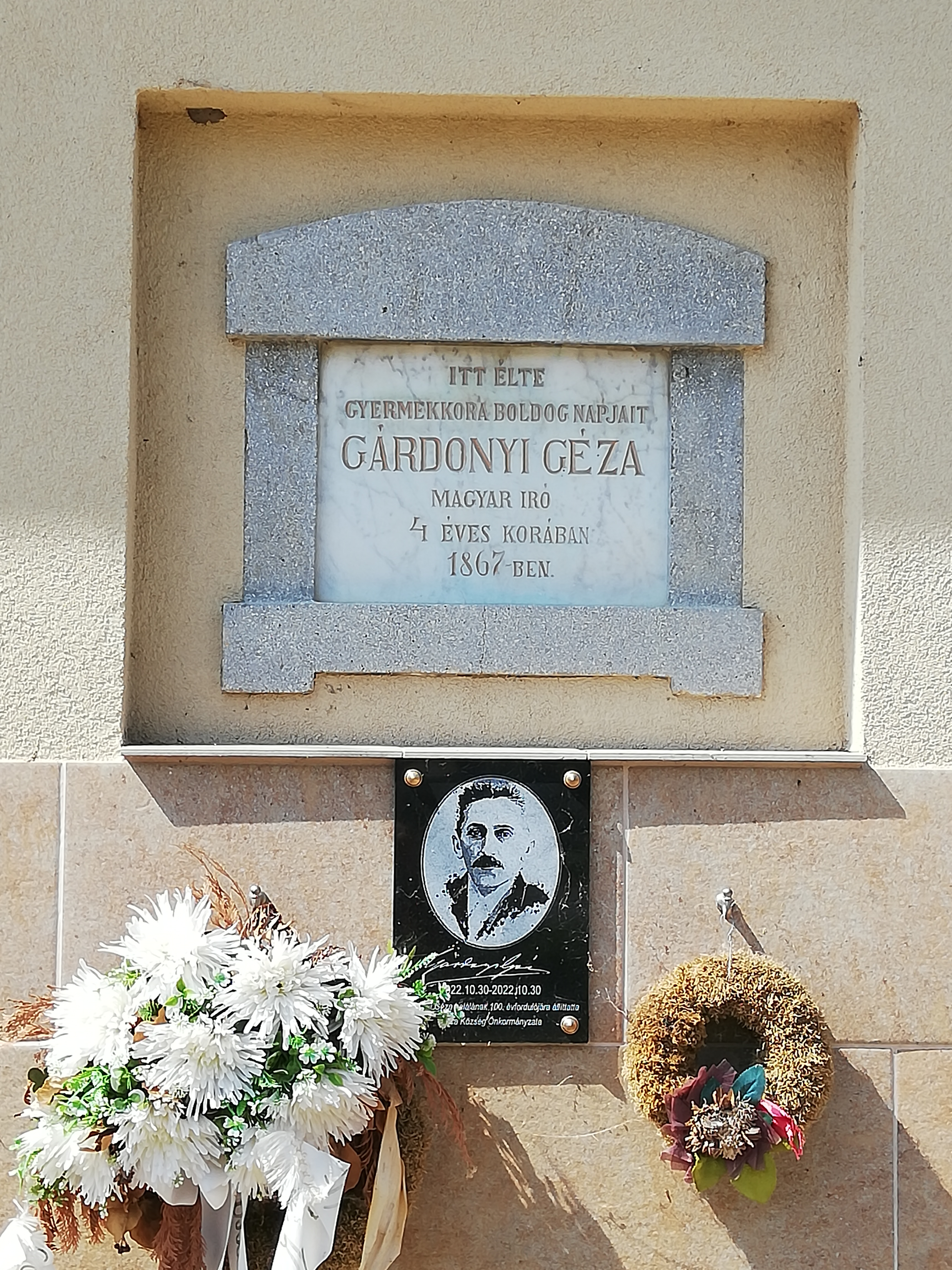
Gárdonyi Géza emléktáblája egykori pátkai lakhelye homlokzatán
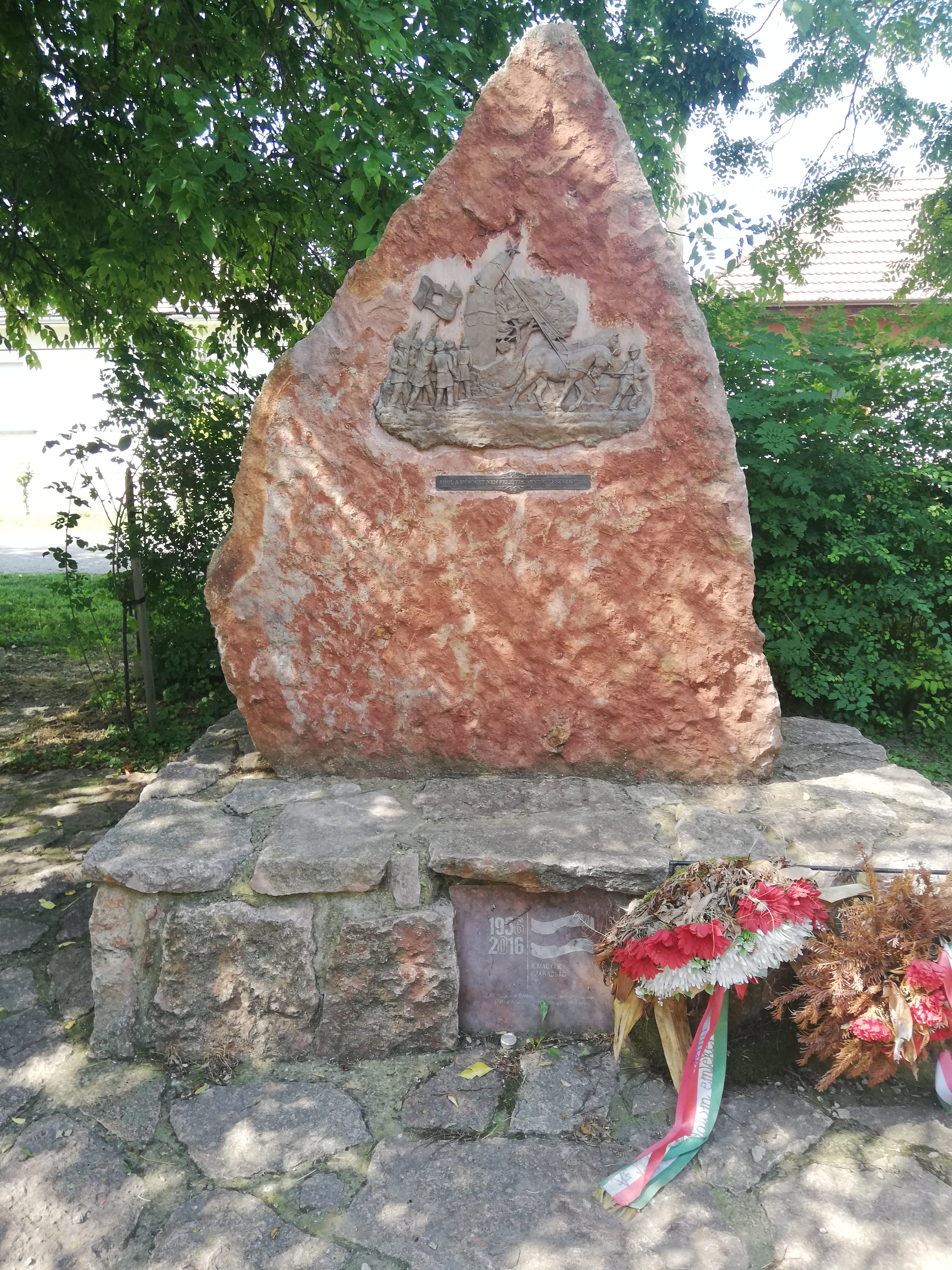
Pátka 56-os emlékműve
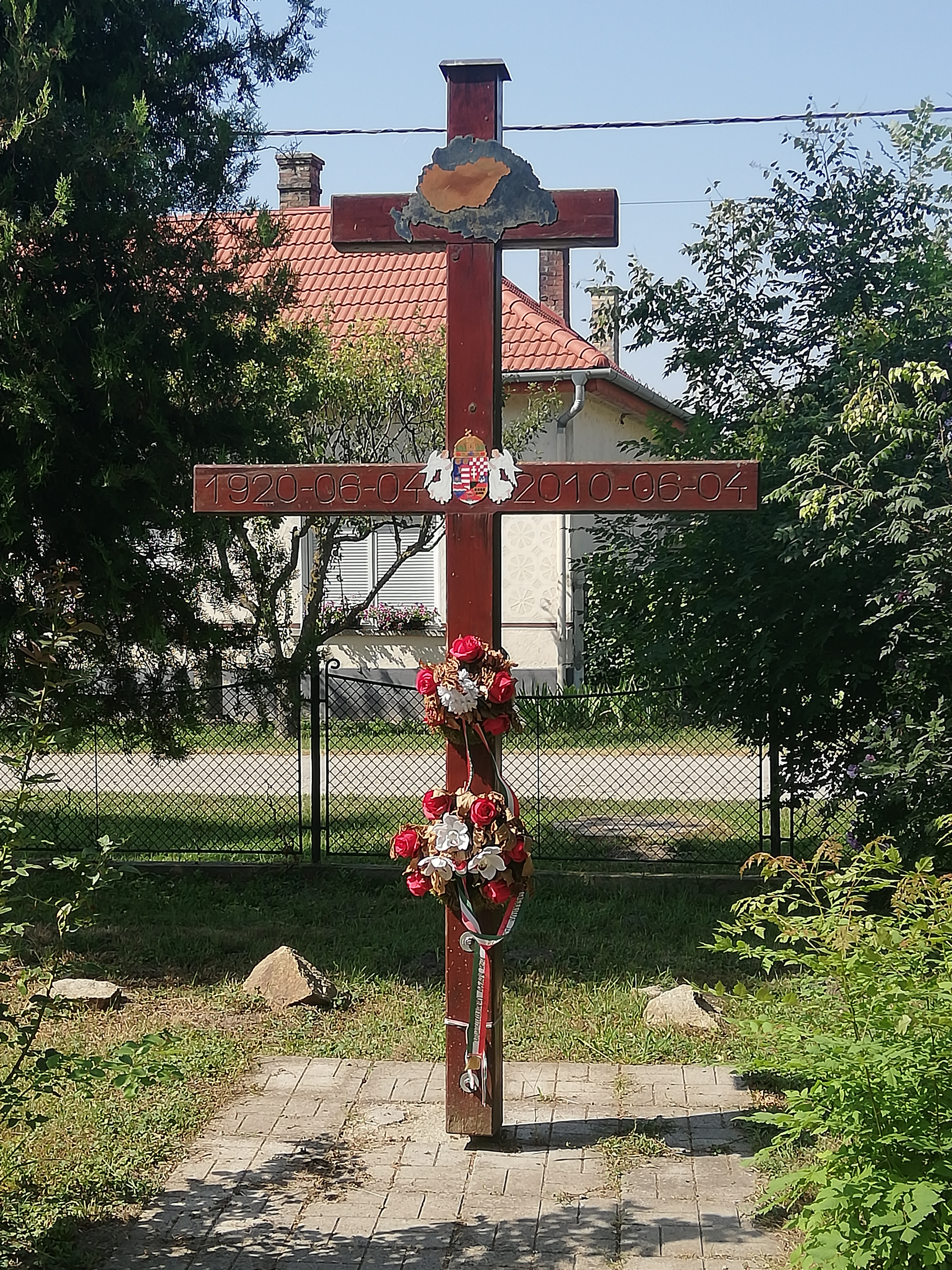
Trianoni emlékkereszt
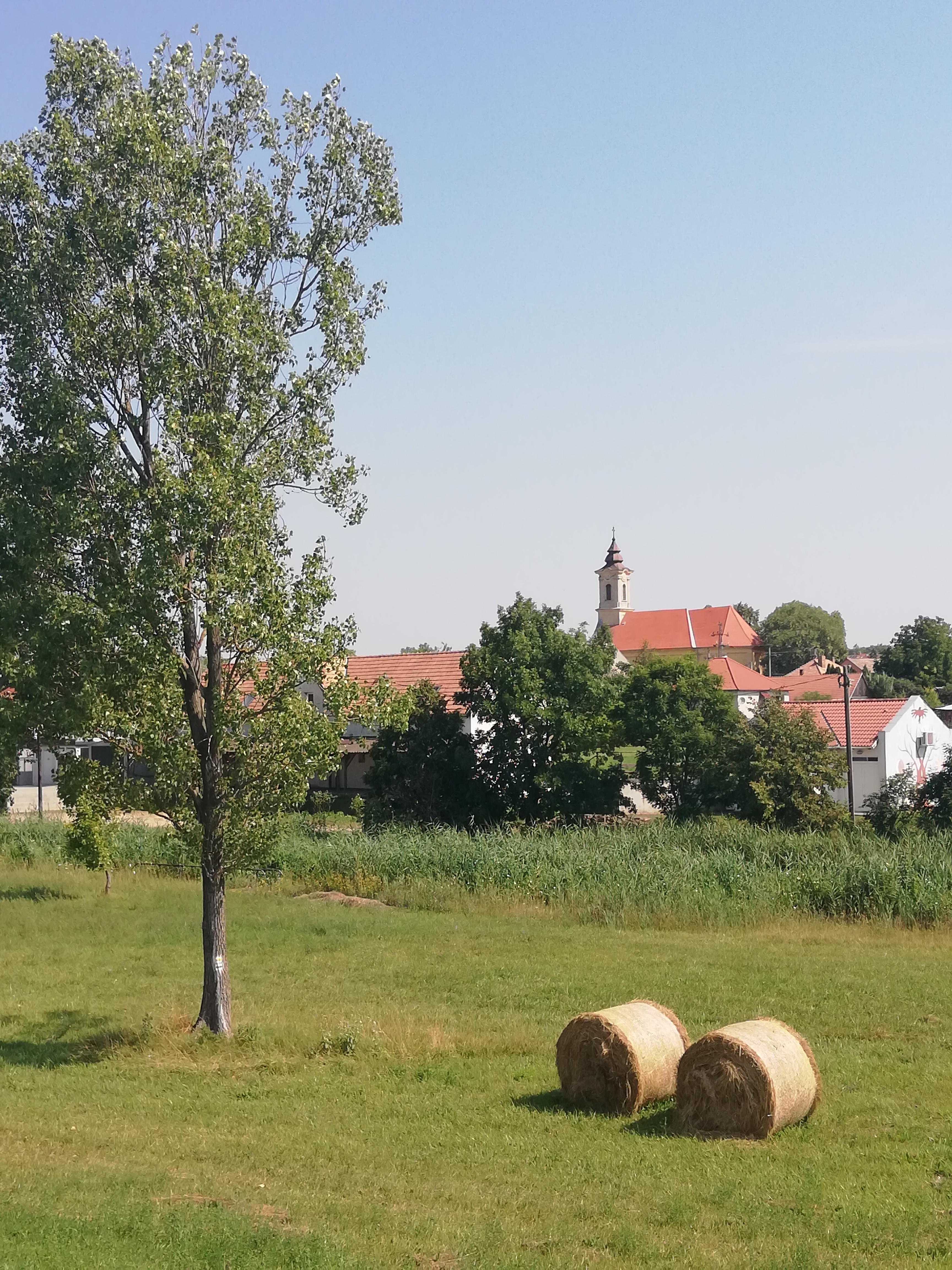
Falurészlet a víztározó gátjáról
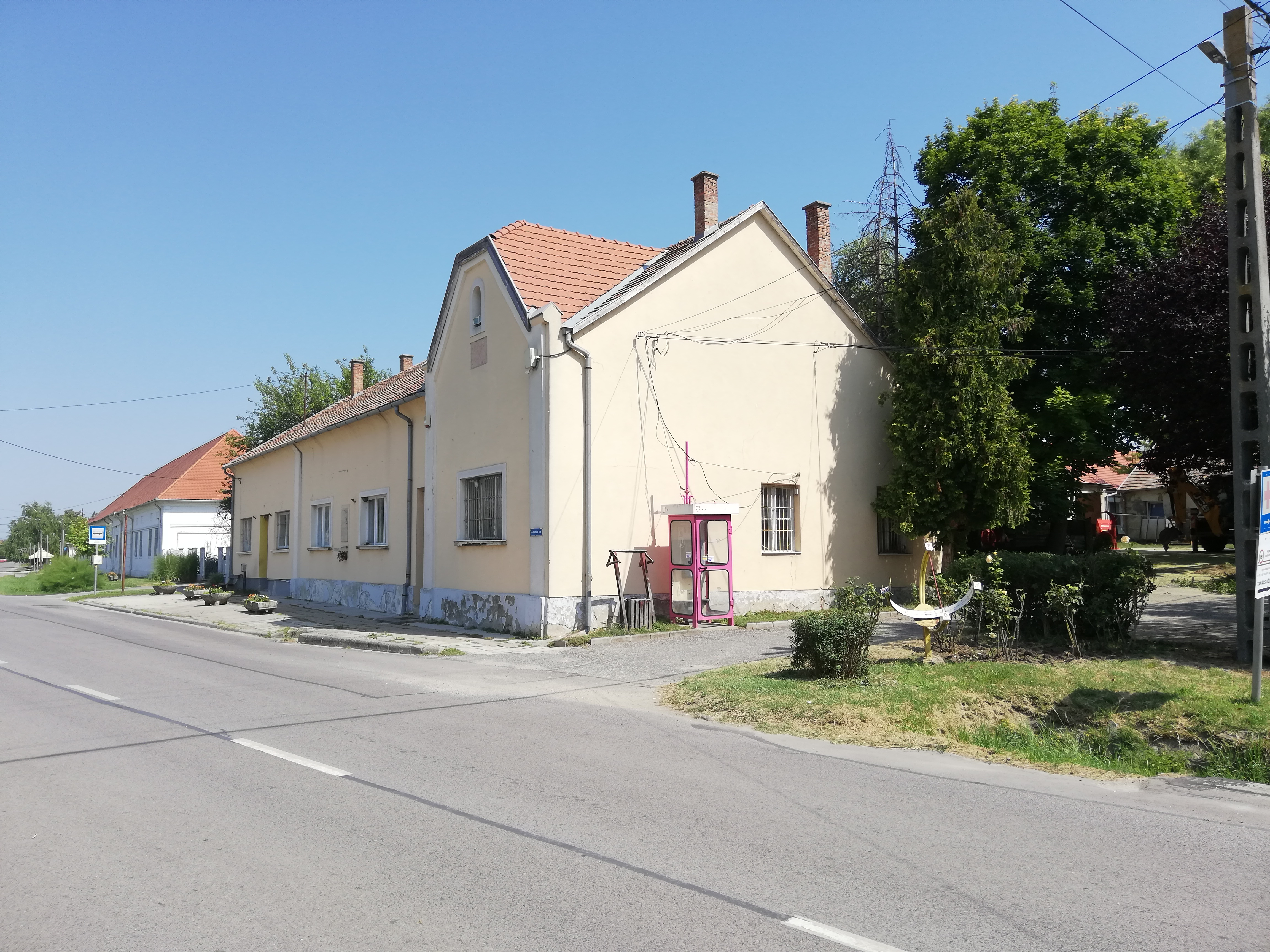
A központ egy részlete
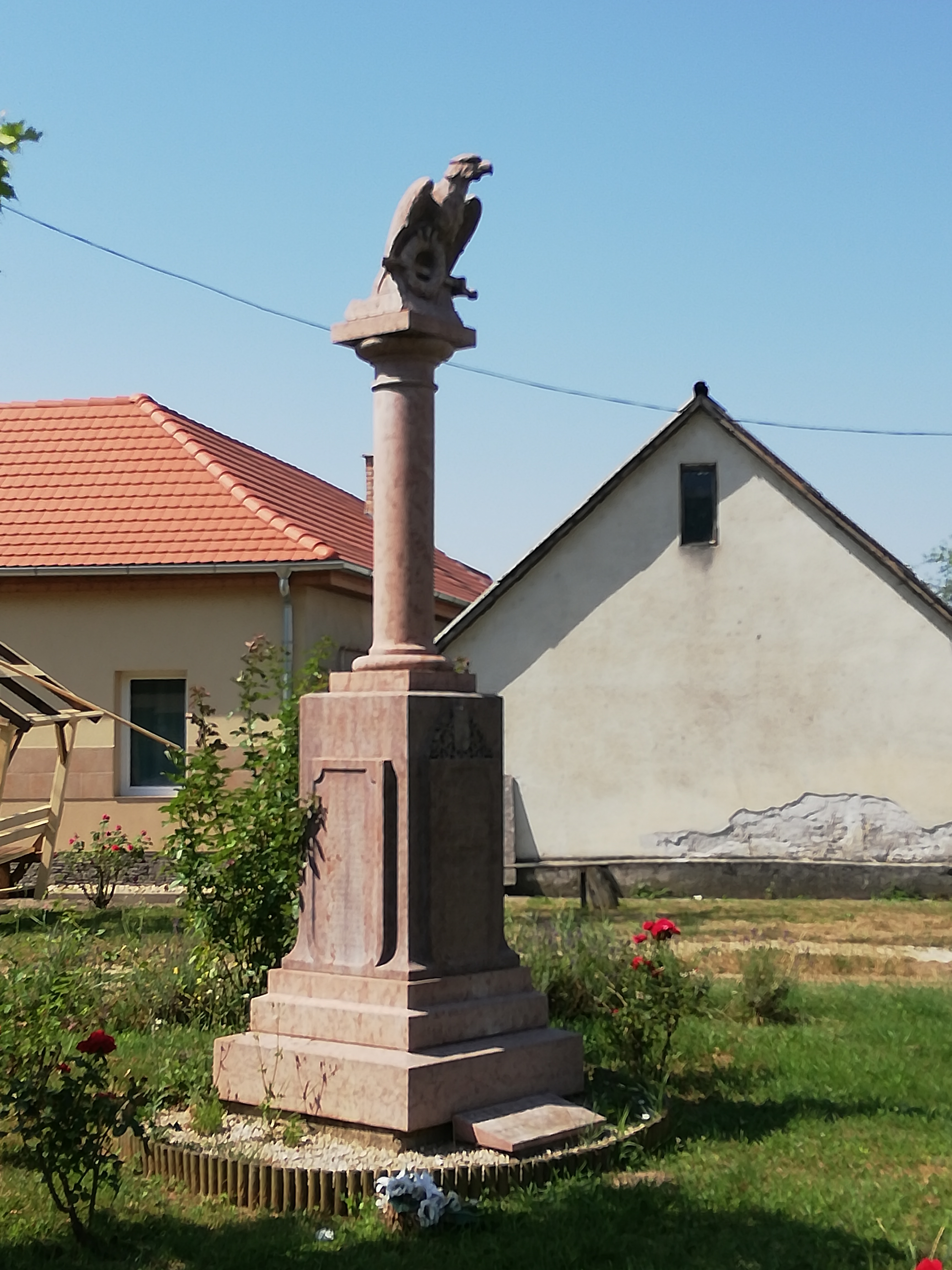
Hősi emlékmű Pátka központjában
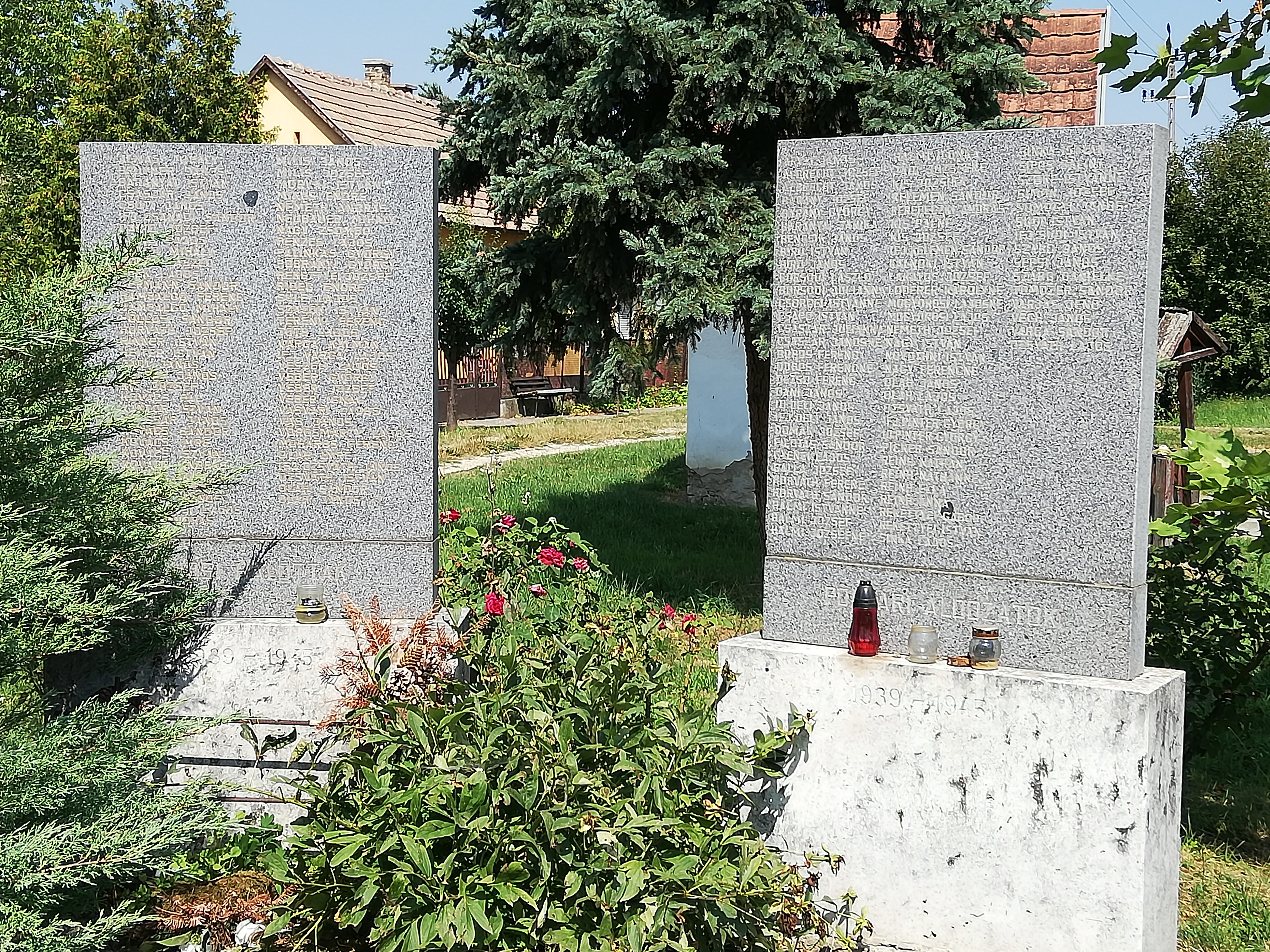
Az első és második világháború pátkai hősi halottainak emléktáblái